# Alcyna subangulata
Alcyna subangulata is een slakkensoort uit de familie van de Trochidae. De wetenschappelijke naam van de soort werd voor het eerst geldig gepubliceerd in 1861 door Pease.